# Associazione Sportiva Acquapozzillo 1968-1969
Questa voce raccoglie le informazioni riguardanti l'Associazione Sportiva Acquapozzillo nelle competizioni ufficiali della stagione 1968-1969.

## Stagione
Il tecnico Pasquale Morisco è il punto di partenza della stagione 1968-1969: riuscì in effetti nell'impresa di agguantare la serie C cercata nelle scorse stagioni. L'Acireale ebbe un finale di campionato al cardiopalma, perché rischiò di far sfumare la promozione riuscendo a pareggiare in casa contro il già retrocesso Terranova Gela e vedendosi ridotto il distacco dal Paternò ad un solo punto, dovendo così rimandare la festa della promozione all'ultima giornata. Per l'Acireale era ritornato lo spettro dell'anno precedente, per di più dovendo giocare, per ironia della sorte, a Palermo, contro la locale Cantieri Navali. Il presidente Bertazzi non volle rischiare nulla e mandò la squadra in ritiro a preparare la delicata sfida. L'Acireale partì male e, nel finale di primo tempo, era sotto di un gol. Però la sfuriata dell'indimenticabile Morisco diede i suoi frutti e i giocatori rientrarono in campo con le giuste motivazioni, riuscendoo a ribaltare il risultato. I giocatori granata al ritorno ad Acireale trovarono una città in delirio, per quella che fu definita "la Favola della C", categoria nella quale l'Acireale aveva già militato nell'immediato dopoguerra.

## Rosa
| N. |                   | Ruolo | Calciatore       |
| -- | ----------------- | ----- | ---------------- |
|    | Italia (bandiera) | A     | Nicola Taiano    |
|    | Italia (bandiera) | P     | Gabriele Menozzi |
|    | Italia (bandiera) | A     | Luigi Porro      |
|    | Italia (bandiera) | D     | Matteo Simeon    |
|    | Italia (bandiera) | D     | Spreafico        |
|    | Italia (bandiera) | D     | Alfio Paola      |
|    | Italia (bandiera) | A     | Gianni Trapella  |
|    | Italia (bandiera) | C     | Giosue’ Basso    |
|    | Italia (bandiera) | C     | Giordano Bellei  |
|    | Italia (bandiera) | D     | Venerando Rizza  |

| N. |                   | Ruolo | Calciatore         |
| -- | ----------------- | ----- | ------------------ |
|    | Italia (bandiera) | D     | Valentino Zampolli |
|    | Italia (bandiera) | A     | Franco Panza       |
|    | Italia (bandiera) | C     | Guerrino Braggio   |
|    | Italia (bandiera) | D     | Angelo Misani      |
|    | Italia (bandiera) | D     | Rosciglione        |
|    | Italia (bandiera) | C     | Nazzari            |
|    | Italia (bandiera) | P     | Mario Andronico    |
|    | Italia (bandiera) | A     | Conticelli         |
|    | Italia (bandiera) | A     | Nello Campagiorni  |
|    | Italia (bandiera) | D     | Leonardo Regalino  |

## Calciomercato
Braggio Guerrino dal Nicastro
Panza Franco dal Carpi
Regalino Leonardo  dalla Massiminiana

## Risultati

### Serie D 1968-1969 Girone I

#### Girone di andata
| 22 settembre 1968 1ª giornata | Ragusa             | 0 – 0 | Acquapozzillo | \| Arbitro: \| Lanzetti (Viterbo) \| |
| Arbitro:                      | Lanzetti (Viterbo) |       |               |                                      |

| Arbitro: | Fiumara (Roma) |

|                |           |            |
| Porro Trapella | Marcatori | Zamperetti |

| Arbitro: | Minervini (Molfetta) |

|       |           |       |
| Rendi | Marcatori | Basso |

| Arbitro: | D'Astore (Lecce) |

|          |           |  |
| Trapella | Marcatori |  |

| Arbitro: | Delle Cese (Roma) |

|              |           |  |
| Scarpa Bella | Marcatori |  |

| Arbitro: | Fiorenza (Torre Annunziata) |

|           |           |  |
| 83'Bellei | Marcatori |  |

| Arbitro: | Abati (Livorno) |

|  |           |              |
|  | Marcatori | Basso Bellei |

| Arbitro: | Di Silvestro (Ascoli Piceno) |

|              |           |  |
| Tajano Basso | Marcatori |  |

| 17 novembre 1968 9ª giornata | Juve Siderno        | 0 – 0 | Acquapozzillo | \| Arbitro: \| Cespites (Lanciano) \| |
| Arbitro:                     | Cespites (Lanciano) |       |               |                                       |

| Arbitro: | Marti (Napoli) |

|       |           |  |
| Porro | Marcatori |  |

| Arbitro: | Ferrante (Roma) |

|               |           |       |
| 52'Campagnolo | Marcatori | Basso |

| 8 dicembre 1968 12ª giornata | Folgore Castelvetrano | 0 – 0 | Acquapozzillo | \| Arbitro: \| Baciucchi (Roma) \| |
| Arbitro:                     | Baciucchi (Roma)      |       |               |                                    |

| Arbitro: | Boldoni (Ancona) |

|                |           |  |
| Zampolli Basso | Marcatori |  |

| Arbitro: | Baroncino (Bologna) |

|        |           |  |
| Aprile | Marcatori |  |

| Arbitro: | Silandri (Ravenna) |

|                 |           |  |
| Tajano Trapella | Marcatori |  |

| 12 gennaio 1969 16ª giornata | Terranova Gela              | 0 – 0 | Acquapozzillo | \| Arbitro: \| Fiorenza (Torre Annunziata) \| |
| Arbitro:                     | Fiorenza (Torre Annunziata) |       |               |                                               |

| Arbitro: | Benedetti (Roma) |

|              |           |  |
| Tajano Basso | Marcatori |  |

#### Girone di ritorno
| Arbitro: | Paracelli (Lecce) |

|       |           |  |
| Panza | Marcatori |  |

| Arbitro: | Basignana (Pavia) |

|                 |           |  |
| Minutella Taibi | Marcatori |  |

| Arbitro: | Abate (Livorno) |

|       |           |  |
| Porro | Marcatori |  |

| Arbitro: | Ricci (Ancona) |

|  |           |       |
|  | Marcatori | Porro |

| 23 febbraio 1969 5ª giornata | Acquapozzillo     | 0 – 0 | Paternò | \| Arbitro: \| Barboni (Firenze) \| |
| Arbitro:                     | Barboni (Firenze) |       |         |                                     |

| Arbitro: | Vaccaro (Torino) |

|            |           |  |
| Bartolomei | Marcatori |  |

| Arbitro: | Pugliese (Roma) |

|        |           |  |
| Tajano | Marcatori |  |

| Arbitro: | Alberti (Genova) |

|                 |           |                 |
| Bongiorno Testa | Marcatori | Bellei Trapella |

| Arbitro: | Ferrante (Roma) |

|        |           |  |
| Tajano | Marcatori |  |

| Arbitro: | Oca (Bologna) |

|       |           |  |
| Melli | Marcatori |  |

| Arbitro: | Cespites (Lanciano) |

|                       |           |                                  |
| Trapella Tajano Porro | Marcatori | Malerba Cipollone aut.’Spreafico |

| Arbitro: | Dentino (Torre Annunziata) |

|                |           |  |
| Tajano Braggio | Marcatori |  |

| 27 aprile 1969 13ª giornata | Palmese           | 0 – 0 | Acquapozzillo | \| Arbitro: \| De Fazio (Torino) \| |
| Arbitro:                    | De Fazio (Torino) |       |               |                                     |

| Arbitro: | Zangari (Cartanzaro) |

|              |           |  |
| Porro Tajano | Marcatori |  |

| Arbitro: | Laurenti (Padova) |

|                    |           |                   |
| Golino Facchinetti | Marcatori | Porro Forti aut.’ |

| 18 maggio 1969 16ª giornata | Acquapozzillo    | 0 – 0 | Terranova Gela | \| Arbitro: \| Baciucchi (Roma) \| |
| Arbitro:                    | Baciucchi (Roma) |       |                |                                    |

| Arbitro: | Perissinotti (Venezia) |

|      |           |                 |
| Lima | Marcatori | Tajano Trapella |